# ГЕС Mörel
ГЕС Mörel — гідроелектростанція на південному заході Швейцарії. Становить нижній ступінь у складі гідровузла, що працює на ресурсах верхньої течії Рони.
Забір води для роботи станції Mörel починається від греблі на Роні, зведеної одразу після впадіння потужного правої притоки Вайссвассер, який живиться від льодовика Фішер. Споруда заввишки 4 метри та завдовжки 18,8 м спрямовує ресурс до дериваційного тунелю довжиною майже 10 км, що тягнеться по гірському масиву лівобережжя Рони. Практично одразу до нього подається вода, відпрацьована на верхньому ступені гідровузла ГЕС Ернен, забір ресурсу для якої відбувається вище по Роні біля Reckingen-Gluringen, а також із водосховища Zenbinnen на Бінні, лівій притоці Рони. На своєму шляху тунель до Mörel має додаткові водозабори із нижньої ділянки тільки що згаданої Бінни та ще цілого ряду струмків, що стікають з Лепонтинських Альп у Рону.
Машинний зал станції розташований обладнаний трьома турбінами типу Френсіс загальною потужністю 51 МВт, які при напорі у 264 метри забезпечують виробництво 270 млн кВт·год на рік. Відпрацьована вода повертається у Рону незадовго до чергової греблі, що відводить її до ГЕС Massaboden.
Видача продукції відбувається по ЛЕП, які працюють під напругою 65 та 220 кВ.
Можливо також відзначити, що біля містечка Mörel розташований машинний зал ще однієї гідроелектростанції — ГЕС Mörel Aletsch (38 МВт), яка, втім, працює на ресурсі протилежної, північної сторони долини Рони, яку утворюють Бернські Альпи.